# Anomalodesmata
Ordre
Les Anomalodesmata sont un ordre de mollusques bivalves.

## Description et caractéristiques
Ces mollusques ont des valves à peu près égales et souvent garnies intérieurement de nacre.
Les premiers membres connus de cet ordre sont apparus au milieu de l'Ordovicien. 
Cet ordre est parfois promu au rang de super-ordre (notamment par World Register of Marine Species (6 novembre 2014)), synonyme des Pholadomyidae, mais passe toujours directement aux super-familles.

## Synonymes
Selon WoRMS en 2025, les deux synonymes sont :
- Anomalodesmacea Dall, 1889
- Pholadomyida Newell, 1965[3].

## Liste des familles
Selon World Register of Marine Species (6 novembre 2014) :

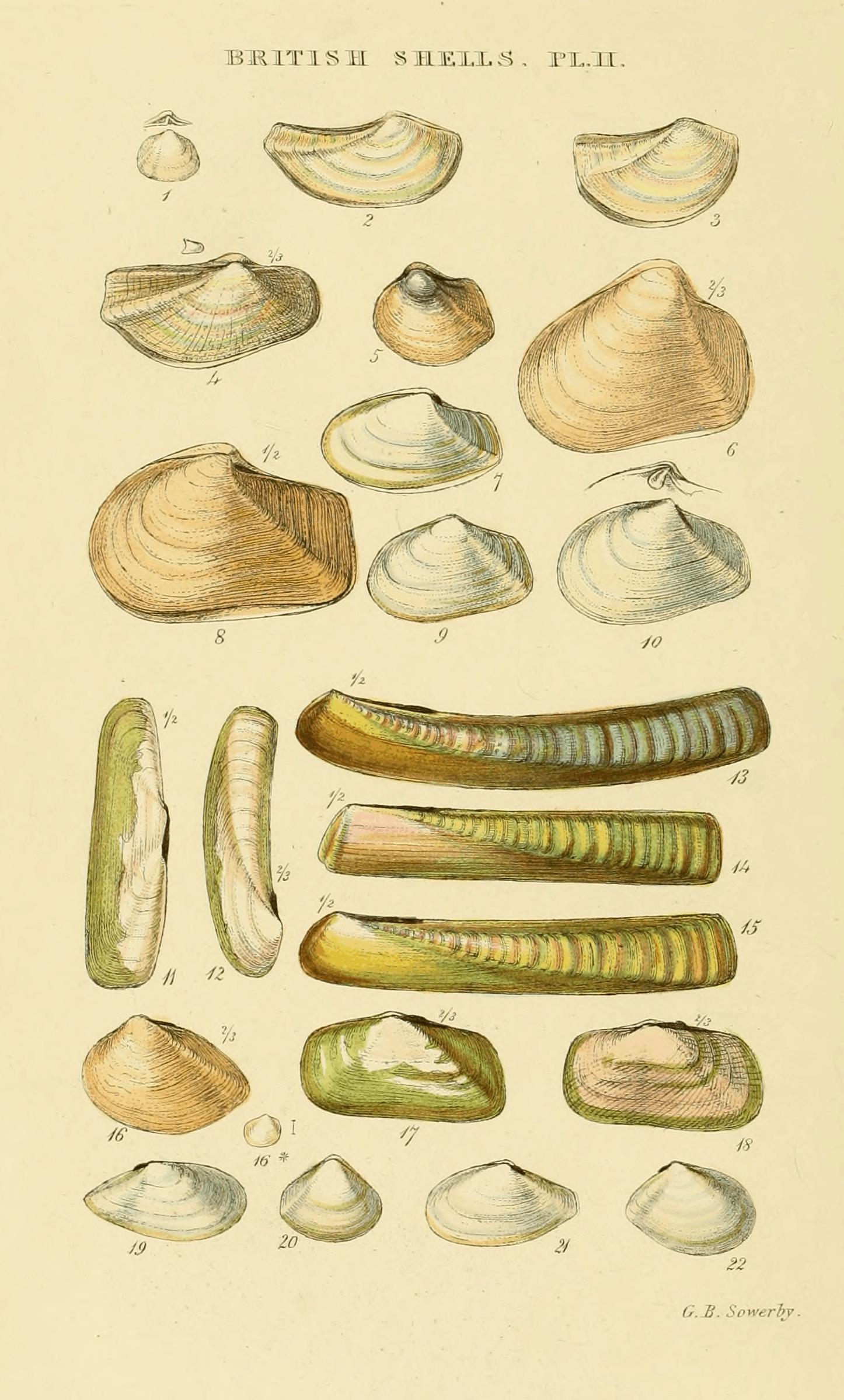

- super-famille Clavagelloidea d'Orbigny, 1844
  - famille Clavagellidae d'Orbigny, 1844
  - famille Penicillidae Bruguière, 1789
- super-famille Cuspidarioidea
  - famille Cuspidariidae Dall, 1886
  - famille Halonymphidae Scarlato & Starobogatov, 1983
  - famille Protocuspidariidae Scarlato & Starobogatov, 1983
  - famille Spheniopsidae J. Gardner, 1928
- super-famille Myochamoidea Carpenter, 1861
  - famille Cleidothaeridae Hedley, 1918 (1870)
  - famille Myochamidae Carpenter, 1861
- super-famille Pandoroidea Rafinesque, 1815
  - famille Lyonsiidae P. Fischer, 1887
  - famille Pandoridae Rafinesque, 1815
- super-famille Pholadomyoidea King, 1844
  - famille Parilimyidae Morton, 1981
  - famille Pholadomyidae King, 1844
- super-famille Poromyoidea Dall, 1886
  - famille Cetoconchidae Ridewood, 1903
  - famille Poromyidae Dall, 1886
- super-famille Thracioidea Stoliczka, 1870 (1839)
  - famille Clistoconchidae Morton, 2012
  - famille Laternulidae Hedley, 1918 (1840)
  - famille Periplomatidae Dall, 1895
  - famille Thraciidae Stoliczka, 1870 (1839)
- super-famille Verticordioidea
  - famille Euciroidae Dall, 1895
  - famille Lyonsiellidae Dall, 1895
  - famille Verticordiidae Stoliczka, 1870

## Galerie

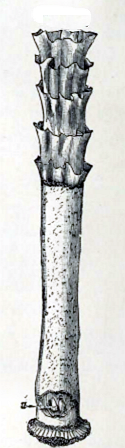
Brechites attrahens (Clavagelloidea)
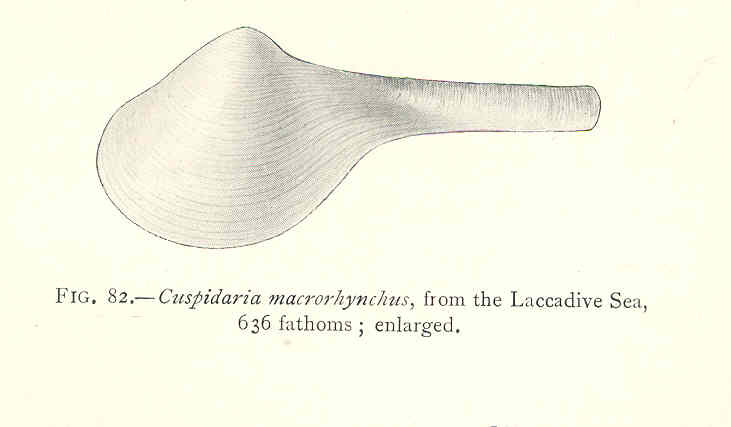
Cuspidaria macrorhynchus (Cuspidariidae)
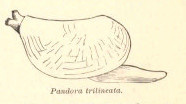
Pandora trillineata (Pandoridae)
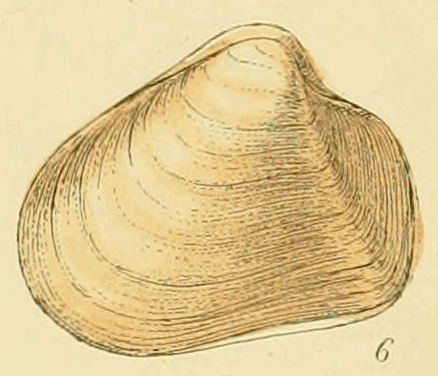
Thracia convexa (Thraciidae)